# Börje Johansson (friidrottare)
Börje Johansson, född 1942, är en svensk före detta friidrottare (tresteg). Han vann SM-guld i tresteg år 1966 och 1967. Han tävlade för IK Ymer.